# Kroekpon Kaewmuean
Kroekpon Kaewmuean (thailändisch เกริกพล แก้วเหมือน, * 3. Oktober 1994) ist ein thailändischer Fußballspieler.

## Karriere
Kroekpon Kaewmuean steht seit 2021 beim Krabi FC unter Vertrag. Vorher spielte er, mit einer kurzen Unterbrechung, beim Drittligisten Kasem Bundit University FC. Mit dem Verein aus der Hauptstadt Bangkok spielte er in der Lower Region. 2020 wechselte er kurzzeitig zum Drittligisten Krabi FC. Seit 2021 spielt er wieder für den Krabi FC. Zuletzt spielte er mit dem Klub aus Krabi in der Southern Region der dritten Liga. Am Ende der Saison 2021/22 feierte er mit Krabi die Meisterschaft der Region sowie den Aufstieg in die zweite Liga. Sein Zweitligadebüt gab Kroekpon Kaewmuean am 13. August 2022 (1. Spieltag) im Auswärtsspiel gegen den Chainat Hornbill FC. Hier stand er in der Startelf und spielte die kompletten 90 Minuten. Chainat gewann das Spiel 1:0. Nach der Hinrunde und 13 Zweitligaspielen wurde sein Vertrag im Dezember 2022 aufgelöst. Im gleichen Monat unterschrieb er einen Vertrag beim Drittligisten Phuket Andaman FC. Mit dem Klub spielt er in der Southern Region der Liga. Nach 18 Ligaspielen wurde sein Vertrag im Sommer 2024 nicht verlängert.

## Erfolge
Krabi FC
- Thai League 3 – South: 2021/22  ▲